# くもんの幼児ドリル
『くもんの幼児ドリル』（くもんのようじドリル）は、くもん出版から出版されている学習参考書のシリーズ。

## 概要
1977年より発売されているシリーズ。当時は幼児向けの書き込み式のドリルは存在していなかったため、パイオニア的な存在であった。2歳から鉛筆やはさみを使うことで学習ができるというドリル。簡単なことから初めて、徐々に難易度を上げていくという方式となっている。

## 歴史
- 1977年 第1号となるひらがなのドリルが発売される[2]。
- 1980年代後半 表紙のデザインを統一させてラインナップを充実させていく[2]。
- 2004年 表紙のデザインが一新される。ロゴマークがKUMONグループで統一されたものになる[2]。
- 2014年 史上初の前面リニューアルが行われる[2]。
- 2018年 世界での累計発行部数が1億を突破する[2]。

## 海外
『くもんの幼児ドリル』は2001年より海外でも展開される。日本国内で外国語のドリルを印刷・製本して輸出するという新たなビジネスモデルを構築する。2018年の時点で世界の60の国と地域で販売されている。
英語版の『くもんの幼児ドリル』の第一弾は8タイトルが発行され、バーンズ・アンド・ノーブルで販売したところ大きな反響を得る。このことからくもんの国際事業部が設立され本格的に海外での販売が始められる。2004年にはくもん出版ノースアメリカが設立され、そこを拠点に販売、物流、企画する体制が築かれる。

### 中国
2013年より中華人民共和国で『くもんの幼児ドリル』が発売される。2013年5月にシリーズ内の9作品を中国語に翻訳して発売し、それから計82作品が発売される。WeChatなどを用いて商品商会、インフルエンサーを用いた商品紹介などを行うことにより認知度が高まり、品質の高さが認められる。発売から6年が経った2019年10月には、中国国内での累計販売部数が300万部を突破する。中国語版の部数は英語版に続き2番目に多い。